# 新喀里多尼亞國家足球隊
新喀多里亞國家足球隊是新喀里多尼亚的男子足球代表隊，並由新喀多里亞足球協會所管理。雖然新喀多里亞於2004年成為FIFA的會員，但他們早在1973年就可以參與大洋洲國家盃。

## 世界盃成績
- 1930年 至 2002年 - 未有參與
- 2006年 至 2014年 - 外圍賽出局

## 大洋洲國家盃成績
- 1973年 – 季軍
- 1980年 – 季軍
- 1996年  至  2000年 - 外圍賽出局
- 2002年 – 分組賽
- 2004年 - 外圍賽出局
- 2008年 – 亞軍
- 2012年 – 亞軍

1. ↑  . FIFA. 2024年12月19日  [2024年12月19日].
2. ↑  Elo rankings change compared to one year ago. . eloratings.net. 2025年3月7日  [2025年3月7日].